# 長堀優
長堀 優（ながほり ゆたか 1958年8月5日 - ）は、日本の医師、作家。

## 概要
1983年群馬大学医学部卒業。同年横浜市立市民病院研修医。1985年横浜市立市民病院外科に入局。
1993年ドイツのHannover_Medical_Schoolに留学。
横須賀共済病院外科医長、横浜市立みなと赤十字病院外科部長、地域医療機能推進機構横浜保土ケ谷中央病院副院長を経る。
若い頃は唯物論者で物理が好きだった。大学で学んだ医学以外には目は向かず、死や患者の心を考えたことなど無かった。医師としての経験を積むうちに人間の治る力というものを感じるようになり、見えない世界に興味を持つようになる。学位論文を指導した先生に医療は科学ではなく科学らしくしているだけと言われて、その後に医学に対する見方を変える上で影響がある言葉となった。
会話するということをいつも心がける。会話ができない人も表情で訴えるため、患者に寄り添う気持ちで接する。
患者に寄り添えるケアがとても大事な時代になっていると強く感じる。超高齢化時代を迎えて、どのように生涯を全うできるかを大切にするようになる。若い頃は死は医療の敗北としていたが、この境地にたどり着いた。
物質主義や拝金主義が極まり、存亡の危機を迎えた現代社会には霊性に根ざした生き方が必要であるとして、このような執筆や講演を行うようになっている。スピリチュアルや陰謀論も講演や書籍で発している。